# Muži v černém 3
Muži v černém 3 (stylizováno jako MIB³) je americká akční komedie založená na stejnojmenném komiksu vydaném u nakladatelstvích Malibu / Marvel. Film natočil režisér Barry Sonnenfeld v roce 2012. Jde o sequel k filmům Muži v černém z roku 1997 a Muži v černém 2 z roku 2002. V hlavních rolích Tommy Lee Jones, Will Smith a Josh Brolin. Film byl vydán i ve 3D.
Úvodní píseň k filmu Back in time nazpíval Pitbull.

## Děj
Intergalaktický zločinec Boris Bestie utekl z vězení na Měsíci (LunarMax), s plánem vrátit se v čase a zabít Agenta K, který mu v roce 1969 ustřelil ruku a zatkl ho. To se mu podaří. Agent J v současnosti zjišťuje, že všechny stopy po minulosti jeho parťáka mizí a agent J je jediný člen MIB, který si na něj vzpomíná.
Nový velitel agentury MIB, agentka O, která nahradila agenta Zed, uvěří tvrzení agenta J, že agent K nezemřel, a upozorní ho na možnou časovou anomálii. Agent J si sežene stejný přístroj k cestování v čase jako Boris a vrátí se do roku 1969 den předtím, než Boris agenta K zabije.
Agent J má jasnou misi, zachránit agenta K a porazit Borise. Avšak dvacetidevítiletý agent K je stejně nedůvěřivý jako jeho starší já, čím se případ značně komplikuje!
Nakonec se podaří nejen záchrana K, ale i Země. Navíc se agent J dozví něco o svém otci.

## Obsazení
| Tommy Lee Jones    | Agent K                             |
| Will Smith         | Agent J                             |
| Emma Thompson      | Agentka O                           |
| Jemaine Clement    | Boris Bestie                        |
| Josh Brolin        | Mladý agent K                       |
| Nicole Scherzinger | Lily                                |
| Michael Stuhlbarg  | Griffin                             |
| Alice Eve          | Mladá agentka O                     |
| David Rasche       | Agent X                             |
| Mike Colter        | Plukovník James Darrell Edwards Jr. |
| Keone Young        | Mr. Wu                              |
| Bill Hader         | Andy Warhol / Agent W               |

## Přijetí

### Zisk
Film byl nasazen v USA ve 4 248 kinech. Za první víkend vydělal 54,5 milionů amerických dolarů. K 13. červnu 2012 v USA vydělal $175 476 727, v ostatních zemích poté $443 440 123. Celkem tedy $618 916 850.
V České republice byl film uveden do kin skrze distribuční společnost Falcon. Za první promítací víkend zhlédlo film 57 939 diváků a v kinech tak nechali kolem 9 milionů korun (445 000 $). K 22. červenci 2012 v českých kinech film vydělal 1 375 918 $, tedy přes 28 milionů korun.

### Recenze
- Muži v černém 3[nedostupný zdroj] na filmcz.info -
- Muži v černém 3 na filmserver.cz -
- Muži v černém 3 na film.moviezone.cz -

- (en) Men In Black III na RottenTomatoes.com – 69/100
- (en) Men In Black III na Metacritic.com – 58/100